# Witzhelden

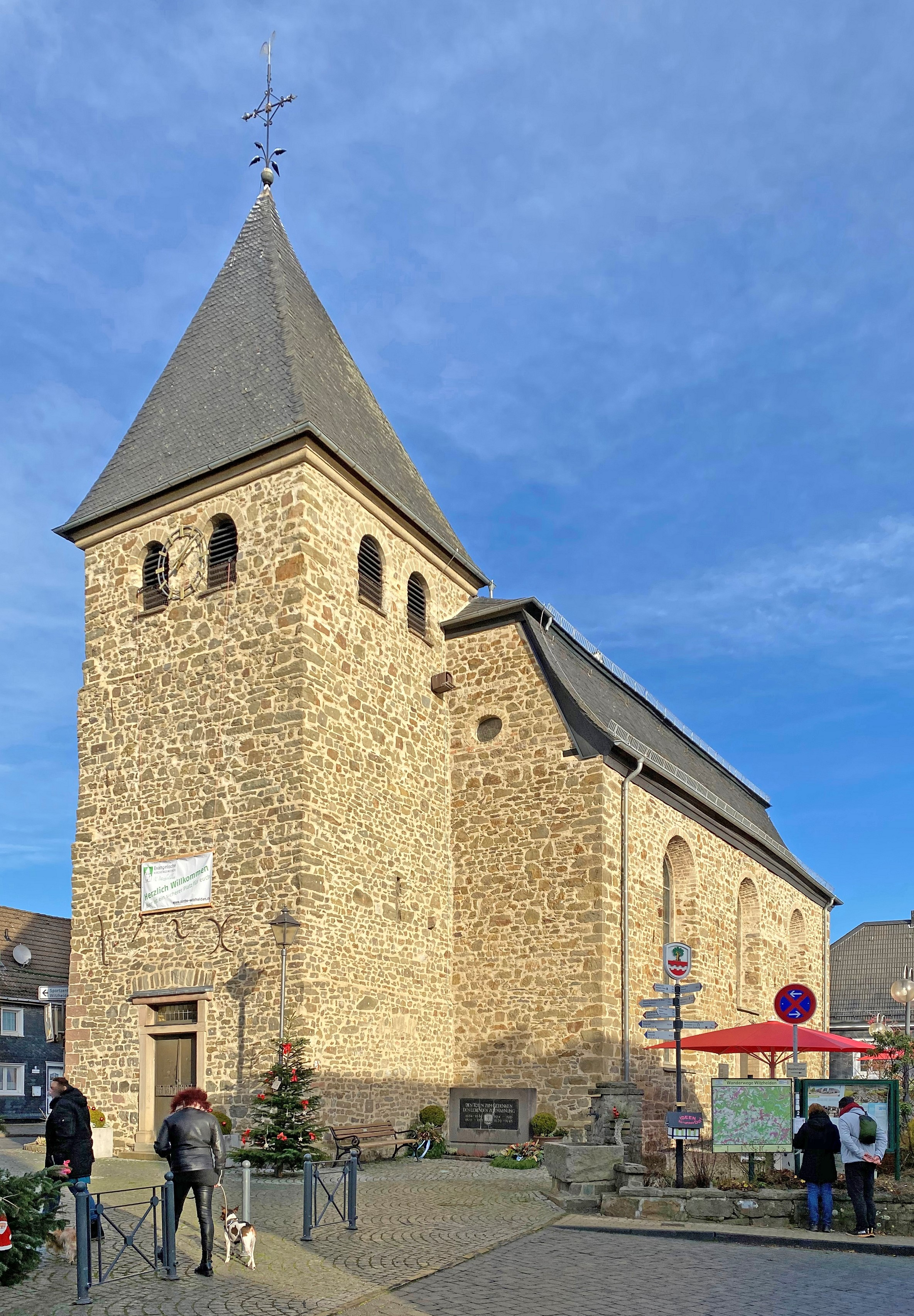
Ev. Kirche Witzhelden Am Markt

Witzhelden ist ein Stadtteil von Leichlingen (Rheinland) im Rheinisch-Bergischen Kreis. 

## Ortsgliederung
Das Gebiet des Stadtteils Witzhelden umfasst neben dem Kirchdorf mehrere Wohnplätze und Außenortschaften:
- Feld, Altenbach, Bern, Brachhausen, Kuhle, Hölverscheid, Heide, Neuenhof, Höhscheid (bestehend aus Ober-, Mittel- und Unterhöhscheid), Wersbacher Mühle, Wersbach, Windfoche, Eichen, Wiedenbach, Krabbenhäuschen, Krähwinkel (bestehend aus Ober- und Unterkrähwinkel), Sieferhof, Claasholz, Herscheid (bestehend aus Ober-, Mittel- und Unterherscheid), Orth, Wupperhof, Wolfstall, Raderhof, Scharweg, Flamerscheid, Bechhausen, Meie, Nüsenhöfen, Schneppenpohl, Richtershof, Neukrähwinkel, Wilhelmstal und Tirol.

## Namensherkunft
1184 lautet der Ortsname Withseleden, 1363 Wytselden. Die erste Silbe with wird von mittelhochdeutsch wede, wide, widu oder wite gebildet, ein altes Wort für Holz bzw. Holzung, wie im Vogelnamen Wiedehopf, dem „Holzhüpfer“, noch zu finden ist. Der Namensteil seleden hat sich durch Synkope im Laufe der Jahrhunderte zu selden und dann zu helden gewandelt und bedeutet Siedlung. Witzhelden kann also als Waldsiedlung übersetzt werden.

## Geschichte
Die ehemalige Gemeinde Witzhelden ist seit dem 1. Januar 1975 ein Stadtteil von Leichlingen. Der Ort wurde erstmals am 11. Oktober 1184 urkundlich erwähnt. Im Handbuch der historischen Stätten heißt es: „Die Kirche Henricus (Turm 12. Jahrhundert, Langhaus 1768/69) des urkundlich 1184 zuerst bezeugten Ortes Witzhelden wird 1235 erwähnt. Sie unterstand mit dem Zehnten dem Kölner St. Gereonsstift. Das Kirchspiel Witzhelden besaß in der Zeit der Grafschaft und des Herzogtums Berg ein eigenes Landgericht und gehörte zum Amt Miselohe. Seit 1560 herrscht das lutherische Bekenntnis vor. Die Grafen und Herzöge von Berg hatten in Witzhelden bedeutenden Grundbesitz, der in dem Oberhof „Zum Eichen“ zusammengefasst war und in die Kellnerei auf Schloss Burg gehörte.“
In einer weiteren historischen Notiz heißt es:

„Die Ortschaft Flamerscheid gilt als eine der ältesten Ansiedlungen Witzheldens. Sie soll nach dem Jahre 1150 einem Edlen von Hemmersbach gehört haben, der das Gut dem Zisterzienserkloster Hemmerod an der mittleren Mosel schenkte. Papst Lucius III. bestätigte dem Kloster die Besitzung mit einer Bulle von 1184, in der das Dorf 'Withseleden' (Wohnung des Vito oder Wittrich) genannt wurde.“

Das Original der Urkunde befindet sich im Landeshauptarchiv Koblenz (Bestand 96, Nr. 27). In dieser auf lateinisch verfassten Bulle von Papst Lucius III. heißt es:
„Ein Landgut des Edlen von Hemmersbach, jenseits des Rheins gelegen. Es wird erwähnt nahe dem Dorf Withseleden mit allem Recht, wodurch dieses es besitzen wird.“
Bei Einführung von Verwaltungsstrukturen nach französischem Vorbild im Großherzogtum Berg wurde 1808 im Kanton Opladen des Arrondissements Düsseldorf im Département Rhein auch die Mairie (Bürgermeisterei) Witzhelden eingerichtet. Nachdem das Rheinland 1814 an Preußen gefallen war, wurde aus der Mairie die preußische Bürgermeisterei Witzhelden, die 1816 zum neuen Kreis Opladen kam, der 1819 im Kreis Solingen aufging. 1818/19 wurde die Bürgermeisterei Witzhelden aufgelöst. (Bergisch-)Neukirchen, bis dahin der Bürgermeisterei Witzhelden zugehörig, wechselte in die Bürgermeisterei Opladen und Witzhelden gehörte seitdem zur Bürgermeisterei Burscheid.
Seit 1851 bildete Witzhelden wieder eine eigene Bürgermeisterei. Nach der Auflösung des Landkreises Solingen gehörte die Gemeinde Witzhelden seit 1929 zum Rhein-Wupper-Kreis. Am 1. Januar 1975 wurde die Gemeinde durch das Köln-Gesetz in die Stadt Leichlingen (Rheinland) eingegliedert.

## Einwohnerentwicklung
| Jahr | Einwohner | Quelle |
| ---- | --------- | ------ |
| 1832 | 1894      | [ 7 ]  |
| 1871 | 2135      | [ 9 ]  |
| 1885 | 2068      | [ 10 ] |
| 1910 | 1659      | [ 11 ] |
| 1925 | 1709      | [ 12 ] |
| 1939 | 1846      | [ 12 ] |
| 1950 | 2614      | [ 13 ] |
| 1961 | 3098      | [ 14 ] |

## Politik

### Wappen
| Wappen von Witzhelden | Blasonierung: „Geteilt von Silber (Weiß) und Rot, auf der Teilungslinie eine von rechts erhellte (am Stamm goldtingierte) Eiche in natürlichen Farben, unten ein silberner (weißer) Wechselzinnenbalken.“ |
| Wappen von Witzhelden | Wappenbegründung: Das von Adolf Rademacher entworfene Wappen wurde am 8. Mai 1942 vom Oberpräsidenten der Rheinprovinz verliehen. Die Eiche als vorherrschender Baum der Witzheldener Landschaft symbolisiert den Waldreichtum der Ortslage und steht heute für die Naturverbundenheit und Stärke des Höhendorfes. Der Wechselzinnenbalken ist dem Wappen derer von Quadt entlehnt („In Rot zwei silberne Wechselzinnenbalken.“), die in Witzhelden-Bechhausen als bergische Ministeriale ansässig waren und in Erinnerung an das gleich aussehende, alte Wappen der Grafen von Berg, zu deren Besitz Witzhelden im Mittelalter gehörte. Er symbolisiert heute die Eigenständigkeit der Einwohner. |

### Banner
|  | 00Banner:„Das Banner ist weiß-grün längsgestreift mit dem aufgelegten Wappen oberhalb der Mitte.“ |

## Bauwerke
Die Evangelische Dorfkirche befindet sich am Marktplatz von Witzhelden und gehört zu den wichtigsten Markenzeichen des Dorfes. Es ist eine Bauernbarock-Kirche und sie ist bereits seit 1184 urkundlich belegt. Das Kirchenschiff wurde in den Jahren 1917–1982 umfangreich restauriert.
In Witzhelden gibt es eine Sendeanlage der Deutschen Telekom:
- einen 134 Meter hohen Fernmeldeturm aus Stahlbeton bei 51°7'31" nördlicher Breite und 7°6'36" östlicher Länge. Von der Spitze des Turms wird auf der UKW-Frequenz 95,7 MHz mit 1,0 kW in Rundstrahlung WDR 2 Regionalfenster Wuppertal ausgestrahlt. Aufgrund des hervorragenden Standortes 200 m hoch über der Kölner Bucht ist die Frequenz von Düsseldorf über Solingen, Remscheid, Leverkusen und Bergisch Gladbach bis nach Bonn zu empfangen. Bei guter Sicht ist der Turm von der über 20 km entfernten Zoobrücke in Köln wie auch der Leverkusener Rheinbrücke aus gut zu erkennen.
- Eine weitere Sendeanlage, der 229 Meter hohe Sender Witzhelden zur Verbreitung von Fernsehprogrammen bei 51°7'7" nördlicher Breite und 7°5'59" östlicher Länge, wurde am 7. November 2017 abgebrochen. Vor der Umstellung auf DVB-T wurden von hier aus das ZDF (K29), WDR Köln (K55), WDR Düsseldorf (K41), RTL (K36) und VOX (K39) mit bis zu 500 kW Sendeleistung für die Kölner Bucht und den Großraum Rhein-Ruhr ausgestrahlt. Der 16 m hohe GFK-Zylinder wurde am 7. April 2006 abgebaut.

## Söhne und Töchter des Ortes

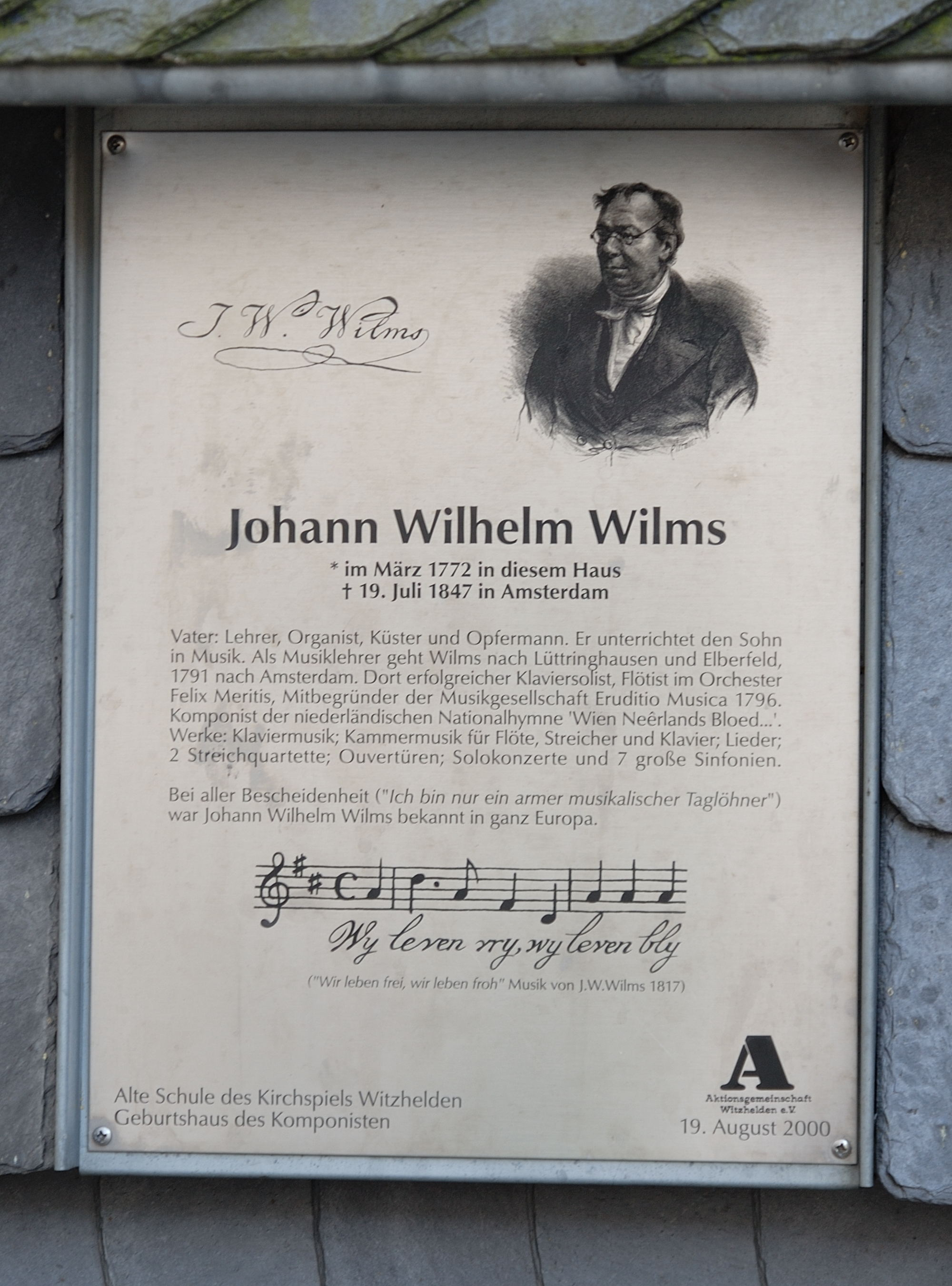
Gedenktafel am Geburtshaus von Johann Wilhelm Wilms im Jahr 2007

- Johann Wilhelm Wilms (1772–1847), deutsch-niederländischer Komponist, wurde in Witzhelden geboren.
- Otto Adams (1887–1966), Gewerkschafter, Reichstagsabgeordneter, wurde in Witzhelden geboren.
- Otto Weber (1893–1961), Feilenhauer und Politiker, wurde in Witzhelden geboren.

## Weitere Persönlichkeiten, die mit dem Ort in Verbindung stehen
- Carl Hesselmann (1830–1902), Auffinder der Apfelsorte Kaiser Wilhelm (Hesselmannstraße), war Lehrer in Witzhelden und starb hier auch.
- Torsten Jansen (* 1976), Handball-Weltmeister 2007, Handball-Europameister 2004, olympische Silbermedaille 2004